# Alexandra Korolkova
Pour les articles homonymes, voir Korolkova.

la police PT Sans

Alexandra Korolkova est une typographe russe née le 9 mai 1984.

## Biographie
Elle a étudié la typographie auprès d’Alexandre Tarbeïev à l’école de typographie de Moscou de 2003 à 2006.
Elle intègre ensuite la fonderie russe Paratype et travaille aux côtés de son directeur artistique, Vladimir Yefimov.
En 2007, elle publie son ouvrage Живая Типографика (Typographie actuelle).
Elle a enseigné la typographie dans différentes écoles moscovites entre 2007 et 2010.
Depuis 2009, elle dirige le département design de cette fonderie.
En 2013, elle est récipiendaire du prix Charles Peignot décerné par l'association typographique internationale.
En 2014, elle devient directrice artistique de Paratype.
Elle a également mis en page de nombreux livres, notamment pour enfants.

## Caractères
- Circe
- Kiddy Kitty
- Leksa
- Leksa Sans
- Lilia

la police PT Serif

Elle a dirigé chez ParaType la création des polices cyrilliques Public Types, dont les exemples ci-contre, PT Sans et PT Serif.